# Lliga dels Pirineus d'handbol masculina 2010
La Lliga dels Pirineus d'handbol masculina 2010 va ser la catorzena edició d'aquesta competició. En aquesta ocasió, disputada al Pavelló Poliesportiu de Berga el 29 d'agost, només hi participaren dos equips de la Federació Catalana d'Handbol i cap de la Ligue du Languedoc Roussillon de Handball.

## Resultats
| XIV Lliga dels Pirineus masculina • Berga - 2010 |

|  | Final              |    |  |  |  |  |
|  |                    |    |  |  |  |  |
|  | 29 d'agost · 18:00 |    |  |  |  |  |
|  | Barcelona Borges   | 38 |  |  |  |  |
|  | Fraikin Granollers | 31 |  |  |  |  |